# Padre Viegas
Padre Viegas é um distrito do município brasileiro de Mariana, no interior do estado de Minas Gerais. Segundo o censo demográfico de 2022, realizado pelo Instituto Brasileiro de Geografia e Estatística (IBGE), sua população era de 2 241 habitantes e havia 791 domicílios particulares permanentes ocupados. Possui área de 197,35 km² conforme a Fundação João Pinheiro (FJP). Foi criado pela lei estadual nº 336 de 27 de dezembro de 1948.
De acordo com o IBGE, em 2010 a população era de 2 002 habitantes e havia 751 domicílios particulares.

## História
Padre Viegas é distante do distrito sede de Mariana por apenas 9 km. Justamente por isso, a sua povoação está intimamente interligada a povoação de Mariana. A sua fundação se deu conjuntamente aos primeiros pequenos arraiais da região, tendo surgido por volta de 1705, atráves da ação do sertanista Antônio Lopes Chaves. Foi elevado a categoria de distrito em 27 de dezembro de 1748.
Na época o distrito tinha o nome de Sumidouro. Pela lei estadual nº 336, de 27 de dezembro de 1948, passou a ter sua denominação atual, uma homenagem ao padre jornalista José Joaquim Viegas de Meneses, que estudou na região. O nome ‘Sumidouro’, além do significado mais conhecido (um ponto onde um curso d’água entra para o subsolo) há também outras versões contadas que falam que o nome diz respeito a facilidade de encontro de ouro na região: ‘sumo do ouro’, ou ‘sumo d’ouro’. Outros populares preferem dizer que é devido ao fato do ouro ter durado pouco, e depois desaparecido por completo – a ‘sumida’ do ouro.
Possui em seu centro urbano alguns prédios históricos, com casarios do periodo colonial, e a Igreja Matriz de Nossa Senhora do Rosário, do século XVIII. O interior do templo é simples, seu altar-mor e os dois colaterais ornados de talha são típicos do rococó. Na região nasceu Claudio Manoel da Costa, viveu a família do Mestre Ataíde, e José Joaquim Viegas de Meneses.

## Subdistritos
Padre Viegas possui os seguintes sub-distritos:
- Vargem;
- Engenho;
- Serra do Lico;
- Serra do Carmo;
- Mainart;
- Barro Branco.[5]